# NGC 1404
NGC 1404 (również PGC 13433) – galaktyka eliptyczna (E1), znajdująca się w gwiazdozbiorze Erydanu w odległości około 64 milionów lat świetlnych od Ziemi. Została odkryta 28 listopada 1837 roku przez Johna Herschela. Galaktyka ta należy do gromady w Piecu.

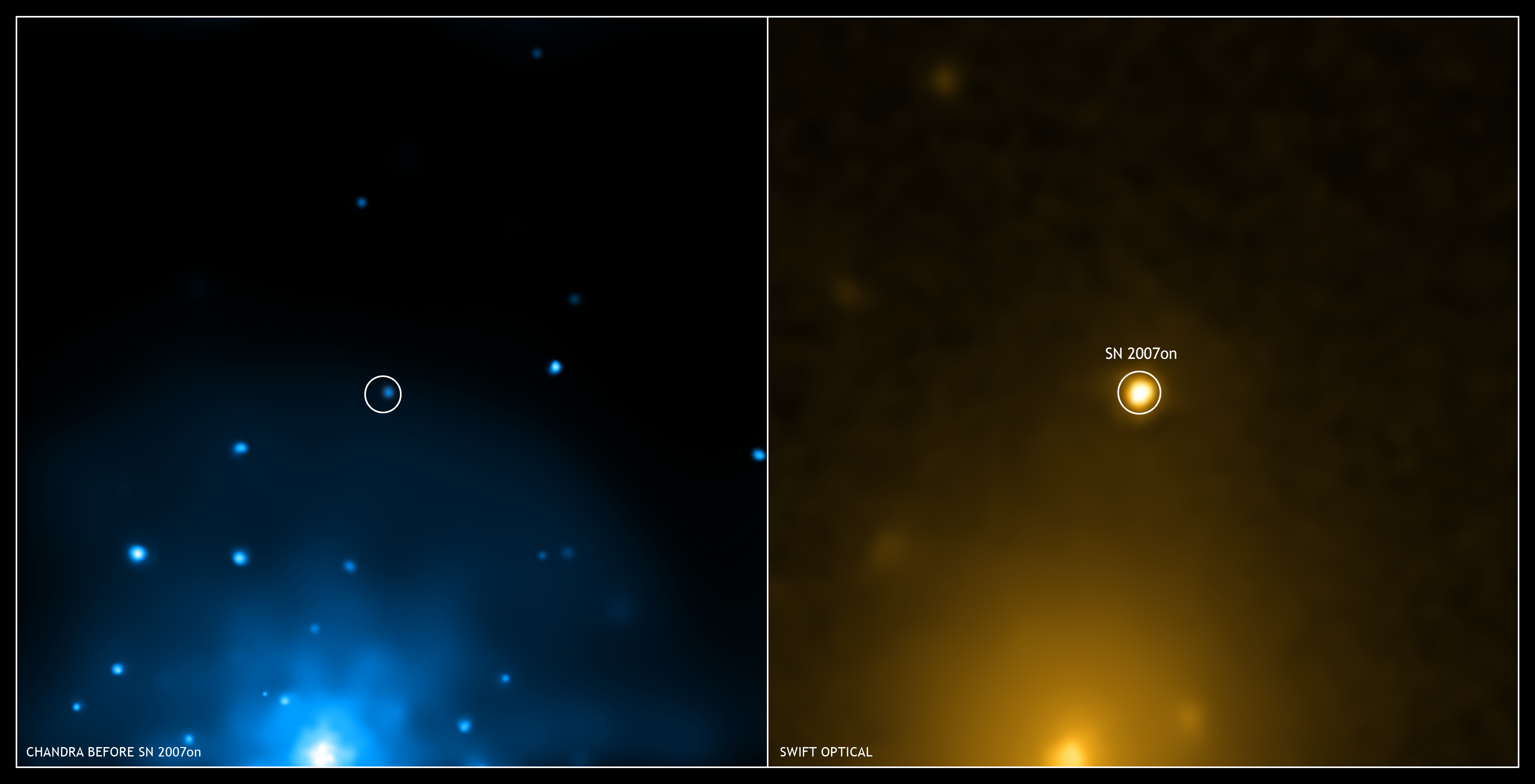
Supernowa SN 2007on w NGC 1404, zdjęcia z teleskopów Chandra i Swift

W galaktyce tej zaobserwowano supernowe: SN 2007on i SN 2011iv.